# Števna množica
Štévna mnóžica (ali točneje štévno neskônčna množica) je v matematiki poimenovanje za množico, ki ima enako število elementov kot množica naravnih števil. To pomeni, da je števna množica neskončna, vendar matematika loči več vrst neskončnosti: števna neskončnost je najmanjša možna neskončnost. Neskončne množice, ki imajo večjo moč, so neštevne.
Nekateri avtorji uporabljajo izraz števna množica tudi kot nadpomenko za »končna ali števno neskončna množica«, a táko izražanje v slovenski matematiki ni zelo pogosto.

## Definicija
Množica M je števno neskončna, če jo je možno z bijektivno preslikavo  preslikati na množico naravnih števil, tj. če obstaja bijekcija
{\displaystyle f\colon M\to \mathbb {N} }
(Opomba: V nekaterih virih zasledimo definicijo, ki zahteva samo injektivnost preslikave. Taki definiciji ustreza izraz števnost v zgoraj opisnem pomenu: končna ali števno neskončna množica.)
Omenjeno bijektivno preslikavo si lahko predstavljamo tudi kot urejanje elementov množice v obliko zaporedja: če lahko vse elemente množice postavimo v nekakšno zaporedje, potem je množica števna. Izraz »števnost« izhaja iz dejstva, da lahko takó zapisane elemente preštejemo: prvi, drugi, tretji element, itd.
Moč (kardinalnost) števno neskončne množice je enaka {\displaystyle \aleph _{0}} (beri: álef nič).

## Zgledi
Množica naravnih števil je seveda že po definiciji števna. Dejstvo, da je neka množica A podmnožica množice naravnih števil, še ne pomeni, da ima tudi manj elementov v smislu kardinalnosti. Sodih naravnih števil je neskončno mnogo in lahko jih uredimo v zaporedje: 2, 4, 6, 8, 10, .... torej je tudi množica sodih naravnih števil števno neskončna. Tudi množica lihih naravnih števil je števna in isto velja tudi za množico praštevil.
Tudi množica celih števil je števna, saj lahko cela števila uredimo v zaporedje: 0, 1, −1, 2, −2, 3, −3, 4, −4, ...
Množica racionalnih števil je videti večja od množice naravnih števil, vendar pa se da dokazati, da je tudi množica racionalnih števil števno neskončna. Isto velja za množico algebrskih števil.
Množica realnih števil {\displaystyle \mathbb {R} } je najpreprostejši zgled množice, ki ni števna. Kardinalno število te množice je večje - rečemo, da ima množica realnih števil moč kontinuuma s kardinalnostjo označeno z {\displaystyle |\mathbb {R} |}, oziroma {\displaystyle {\mathfrak {c}}}, za katero velja {\displaystyle {\mathfrak {c}}=2^{\aleph _{0}}}. Domneva kontinuuma pravi, da velja {\displaystyle {\mathfrak {c}}=\aleph _{1}}; množica realnih števil ima najnižjo možno kardinalnost, ki je (strogo) večja od kardinalnosti množice naravnih števil, oziroma, da ne obstaja nobena množica A, za katero bi veljalo:
{\displaystyle \aleph _{0}<|A|<\aleph _{1}=2^{\aleph _{0}}={\mathfrak {c}}\!\,.}